# Dublin Docklands
Docklands eller Dublin Docklands (Irsk: Ceantar Dugaí Átha Cliath) er et tidligere havneområde i Irlands hovedstad Dublin. 
Området strækker sig fra bycentret mod øst langs begge sider af floden Liffey fra omkring Talbot Memorial Bridge til flodens udmunding ved Point Depot.
Store dele af området undergår store forandringer som led i meget omfattende byfornyelsesprojekter, der omfatter kulturelle aktivitetsområder og bolig- og erhvervsbyggeri. Planlægning og koordinering af områdets udvikling og udbygning varetages af Dublin Docklands Development Authority. Udviklingen har været sat delvist i stå under finanskrisen.